# Caroline Lawrence
Caroline Lawrence es una escritora estadounidense nacida en Londres y criada en Bakersfield, California. Más tarde se trasladó a Cambridge, Inglaterra. Su principal serie de libros es «Misterios romanos».
Caroline nació en Londres, Inglaterra. Sus padres, estadounidenses, regresaron a su país natal poco después y ella creció en Bakersfield, California, junto con su hermano y su hermana. Su padre fue profesor de inglés y de teatro en una escuela secundaria local y su madre era artista. 
Cuando tenía doce años, la familia de Caroline se mudó a la Universidad de Stanford, en el norte de California para que su padre pudiera estudiar Lingüística. Caroline posteriormente estudió lenguas clásicas en Berkeley, donde ganó una beca de Marshall para Cambridge. Allí, en Newnham College, estudió Arte y Arqueología Clásica. 
Después de Cambridge, Caroline permaneció en Inglaterra, y más tarde se licenció en Hebreo y Estudios Judaicos en el University College de Londres. Ella enseñó latín, francés y  arte en una escuela primaria de Londres. En 2000, escribió Ladrones en el foro, el primero de una serie de cuentos infantiles de aventuras ambientada en la antigua Roma; el libro fue publicado en 2001. La serie Misterios romanos combina el amor de Caroline de la historia del arte, los idiomas antiguos y los viajes. 

## Misterios romanos
La serie de libros de Misterios romanos, de la cual están actualmente publicados en español solo los doce primeros:
- Ladrones en el foro (The Thieves of Ostia, 2001)
- Los secretos del Vesubio (The Secrets of Vesuvius, 2001)
- Los piratas de Pompeya (The Pirates of Pompeii, 2002)
- Asesinos en Roma (The Assassins of Rome, 2002)
- Los delfines de Laurentum (The Dolphins of Laurentum, 2003)
- Los doce trabajos de Flavia Gémina (The Twelve Tasks of Flavia Gemina, 2003)
- Los enemigos de Júpiter (The Enemies of Jupiter, 2003)
- Los gladiadores de Capua (The Gladiators from Capua, 2004)
- El coloso de Rodas (The Colossus of Rhodes, 2005)
- El fugitivo de Corinto (The Fugitive from Corinth, 2005)
- Las sirenas de Sorrento (The Sirens of Surrentum, 2006)
- El auriga de Delfos (The Charioteer of Delphi, 2006)
- The Slave-girl from Jerusalem (The Slave-girl from Jerusalem, 2007)
- The Beggar of Volubilis (The Beggar of Volubilis, 2007)
- The Scribes from Alexandria (The Scribes from Alexandria, 2008)
- The Prophet from Ephesus (The Prophet from Ephesus, 2009)
- The Man from Pomegranate Street (The Man from Pomegranate Street, 2009)